# Spencer Fisher
 (mars 2022).
Spencer William Fisher, né le 9 mai 1976 à Cashiers en Caroline du Nord, est un pratiquant professionnel de mixed martial arts américain. Il est actuellement en concurrence dans la division poids légers de l'Ultimate Fighting Championship.

## Palmarès MMA
| Résultat | Record | Adversaire        | Méthode                     | Évènement                          | Date             | Round | Temps | Lieu                                   | Notes                   |
| -------- | ------ | ----------------- | --------------------------- | ---------------------------------- | ---------------- | ----- | ----- | -------------------------------------- | ----------------------- |
| Défaite  | 24-9   | Sam Stout         | Décision Unanime            | UFC on FX: Guida vs. Maynard       | 22 juin 2012     | 3     | 5:00  | Atlantic City, New Jersey              | Fight of the Night      |
| Défaite  | 24-8   | Thiago Tavares    | TKO (Punches)               | UFC 134: Silva vs. Okami           | 27 août 2011     | 2     | 2:51  | Rio de Janeiro, Brésil                 |                         |
| Défaite  | 24-7   | Ross Pearson      | Décision Unanime            | UFC 127: Penn vs. Fitch            | 27 février 2011  | 3     | 5:00  | Sydney, Australie                      |                         |
| Victoire | 24-6   | Kurt Warburton    | Décision Unanime            | UFC 120: Bisping vs. Akiyama       | 16 octobre 2010  | 3     | 5:00  | Londres, Angleterre                    |                         |
| Défaite  | 23-6   | Dennis Siver      | Décision Unanime            | The Ultimate Fighter 11 Finale     | 19 juin 2010     | 3     | 5:00  | Las Vegas, Nevada, États-Unis          |                         |
| Défaite  | 23-5   | Joe Stevenson     | Soumission (Elbows)         | UFC 104: Machida vs. Shogun        | 24 octobre 2009  | 2     | 4:03  | Los Angeles, Californie, États-Unis    |                         |
| Victoire | 23-4   | Caol Uno          | Décision Unanime            | UFC 99: The Comeback               | 13 juin 2009     | 3     | 5:00  | Cologne, Allemagne                     |                         |
| Victoire | 22-4   | Shannon Gugerty   | Soumission (Triangle Choke) | UFC 90: Silva vs. Côté             | 25 octobre 2008  | 3     | 3:55  | Rosemont (Illinois), États-Unis        | Submission Of The Night |
| Victoire | 21-4   | Jeremy Stephens   | Décision Unanime            | The Ultimate Fighter 7 Finale (en) | 21 juin 2008     | 3     | 5:00  | Las Vegas, Nevada, États-Unis          |                         |
| Défaite  | 20-4   | Frank Edgar       | Décision Unanime            | UFC 78: Validation                 | 17 novembre 2007 | 3     | 5:00  | Newark (New Jersey), États-Unis        |                         |
| Victoire | 20-3   | Sam Stout         | Décision Unanime            | UFC Fight Night 10                 | 12 juin 2007     | 3     | 5:00  | Hollywood (Floride), États-Unis        |                         |
| Défaite  | 19-3   | Hermes Franca     | TKO (Punches)               | UFC Fight Night 8                  | 25 janvier 2007  | 2     | 4:03  | Hollywood (Floride), États-Unis        |                         |
| Victoire | 19-2   | Dan Lauzon        | TKO (Punches)               | UFC 64: Unstoppable                | 14 octobre 2006  | 1     | 4:38  | Las Vegas, Nevada, États-Unis          |                         |
| Victoire | 18-2   | Matt Wiman        | KO (Flying Knee)            | UFC 60: Hughes vs. Gracie          | 27 mai 2006      | 2     | 1:43  | Los Angeles, Californie, États-Unis    |                         |
| Défaite  | 17-2   | Sam Stout         | Décision Partagée           | UFC 58: USA vs. Canada             | 4 mars 2006      | 3     | 5:00  | Las Vegas, Nevada, États-Unis          |                         |
| Victoire | 17-1   | Randy Hauer       | Soumission (Triangle Choke) | Battle at the Boardwalk            | 17 février 2006  | 1     | 4:19  | Atlantic City (New Jersey), États-Unis |                         |
| Victoire | 16-1   | Aaron Riley       | TKO (Doctor Stoppage)       | UFC Ultimate Fight Night 3         | 16 janvier 2006  | 1     | 5:00  | Las Vegas, Nevada, États-Unis          |                         |
| Victoire | 15-1   | Thiago Alves      | Soumission (Triangle Choke) | UFC Ultimate Fight Night 2         | 3 octobre 2005   | 2     | 4:43  | Las Vegas, Nevada, États-Unis          | UFC Debut               |
| Victoire | 14-1   | Henry Matamoros   | TKO (Punches)               | SuperBrawl 40                      | 30 avril 2005    | 1     | 2:48  | Hammond (Indiana), États-Unis          |                         |
| Victoire | 13-1   | Kyle Watson       | KO (Knee)                   | Courage Fighting Championships 2   | 26 mars 2005     | 1     | 0:33  | Decatur (Illinois), États-Unis         |                         |
| Victoire | 12-1   | Tim Means         | Soumission (Triangle Choke) | IFC: Eve Of Destruction            | 5 mars 2005      | 1     | 1:44  | Salt Lake City, Utah, États-Unis       |                         |
| Victoire | 11-1   | John Strawn       | Soumission (Triangle Choke) | VFC 8: Fallout                     | 27 novembre 2004 | 2     | 3:32  | Council Bluffs, Iowa, États-Unis       |                         |
| Victoire | 10-1   | Shawn McCully     | KO (Punch)                  | Xtreme Kage Kombat                 | 7 août 2004      | 1     | 1:05  | Des Moines (Iowa), États-Unis          |                         |
| Défaite  | 9-1    | Carlo Prater      | Décision Unanime            | Freestyle Fighting Championships 9 | 14 mai 2004      | 3     | 5:00  | Biloxi (Mississippi), États-Unis       |                         |
| Victoire | 9-0    | Josh Neer         | Décision Partagée           | VFC 7: Showdown                    | 6 mars 2004      | 5     | 5:00  | Council Bluffs, Iowa, États-Unis       |                         |
| Victoire | 8-0    | Eddy Ellis        | TKO (Injury)                | IFC: Battleground Tahoe            | 31 janvier 2004  | 2     | 3:10  | Lake Tahoe, Nevada, États-Unis         |                         |
| Victoire | 7-0    | Darryl Guthmiller | Soumission (Armbar)         | ICC 2: Rebellion                   | 18 avril 2003    | 2     | 2:45  | Minneapolis, Minnesota, États-Unis     |                         |
| Victoire | 6-0    | Kurt Illeman      | TKO (Leg Kicks)             | Extreme Challenge 49               | 8 février 2003   | 1     | 1:42  | Davenport (Iowa), États-Unis           |                         |
| Victoire | 5-0    | John Spears       | TKO (Punches)               | Tuesday Night Fights               | 17 décembre 2002 | 1     | 1:02  | Davenport (Iowa), États-Unis           |                         |
| Victoire | 4-0    | Adam Copenhaver   | TKO (Corner Stoppage)       | VFC 3: Total Chaos                 | 23 novembre 2002 | 1     | 3:00  | Council Bluffs, Iowa, États-Unis       |                         |
| Victoire | 3-0    | Tim Palmer        | TKO (Punches)               | VFC 3: Total Chaos                 | 23 novembre 2002 | 1     | 0:56  | Council Bluffs, Iowa, États-Unis       |                         |
| Victoire | 2-0    | Dave Gries        | Soumission (Strikes)        | VFC 3: Total Chaos                 | 23 novembre 2002 | 1     | 1:33  | Council Bluffs, Iowa, États-Unis       |                         |
| Victoire | 1-0    | Ryan Heckert      | Soumission (Armbar)         | VFC 2: Bragging Rights             | 17 août 2002     | 1     | 2:54  | Council Bluffs, Iowa, États-Unis       |                         |